# Meaux (stad)
Meaux is een gemeente in het Franse departement Seine-et-Marne (regio Île-de-France), op een afstand van 41,1 kilometer van Parijs vandaan. De gemeente telde 56.659 inwoners op 1 januari 2022.
De plaats is de onderprefectuur van het arrondissement Meaux. Hoewel het, qua bevolking, de grootste gemeente is in Seine-et-Marne is het niet de préfecture (hoofdstad); dat is Melun. Meaux is wel de hoofdstad van de streek Brie. Het is ook de zetel van het bisdom Meaux.

## Geografie
De oppervlakte van Meaux bedroeg op 1 januari 2022 14,98 vierkante kilometer; de bevolkingsdichtheid was toen 3.782,3 inwoners per km². De stad ligt aan de Marne.
De onderstaande kaart toont de ligging van Meaux met de belangrijkste infrastructuur en aangrenzende gemeenten.

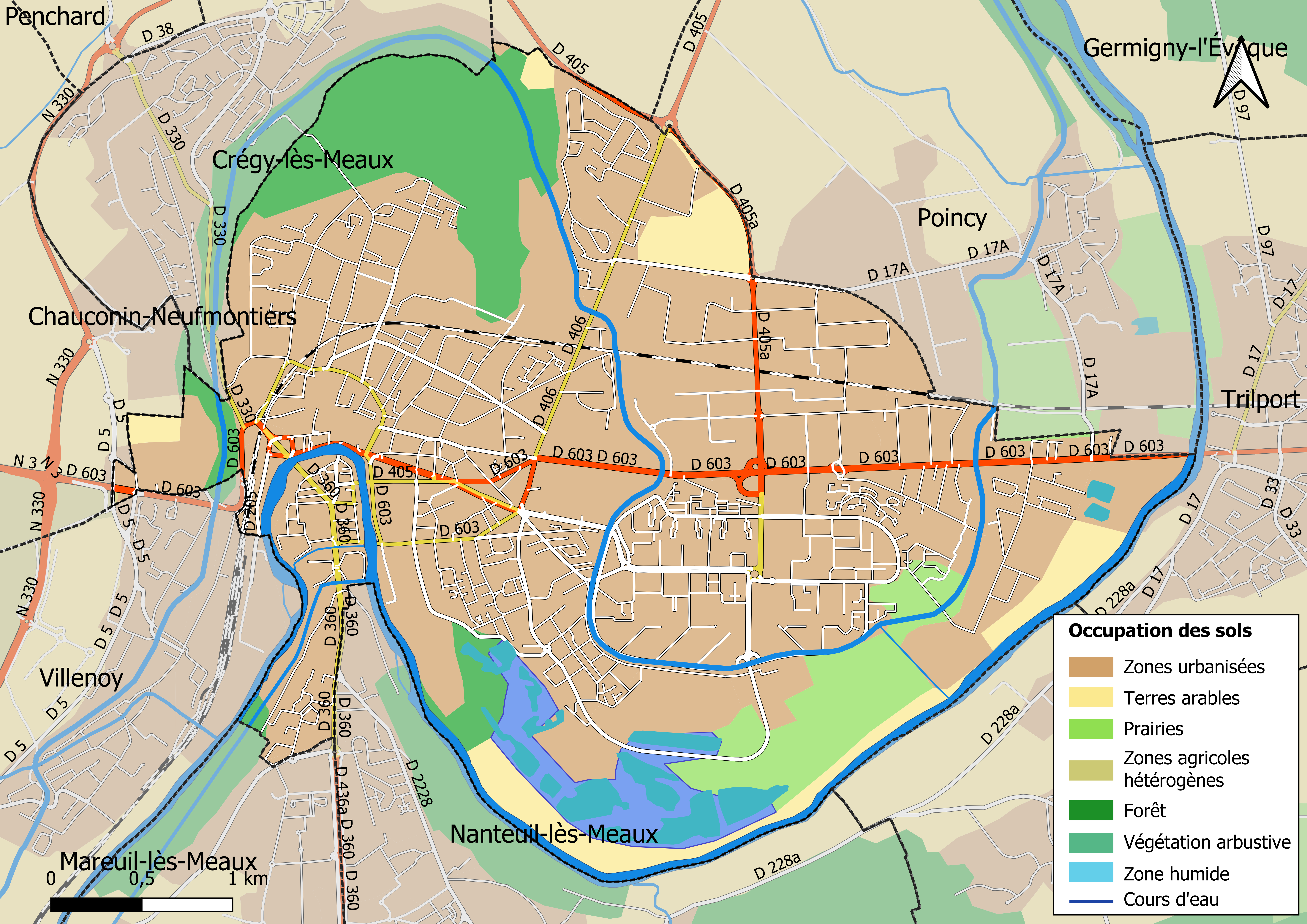

## Geschiedenis
De naam Meaux zou zijn afgeleid van de Gallische volksstam de Meldi, die op de plaats van de huidige stad een oppidum bouwden. De stad was gunstig gelegen in een meander van de Marne. Er ontstond een ommuurde Gallo-romeinse nederzetting, Iatinum, met thermen, tempels en een theater. De stad lag op een knooppunt van heerbanen (van Châlon naar Parijs en van Boulogne naar Troyes. De stad werd vanaf de vierde eeuw een bisschopszetel.

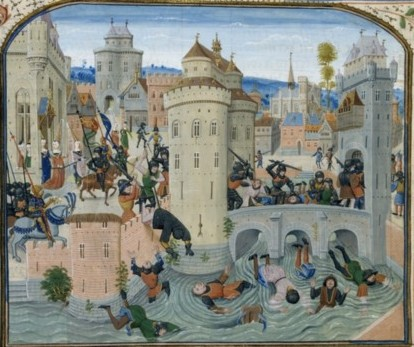
De Jacquerie in Meaux

In de 9e eeuw werd de stad tot tweemaal toe geplunderd door de Vikingen. Meaux behoorde in de tiende eeuw toe aan de graaf van Champagne, die ook de titel van graaf van Meaux droeg. In 1179 verwierf Meaux stadsrechten. Even voordien, in 1170, was begonnen met de bouw van de gotische kathedraal van Meaux die de 11e-eeuwse romaanse kathedraal verving. De kathedraal werd pas na een bouwperiode van 370 jaar afgewerkt.
In 1229 werd in de stad het Verdrag van Meaux getekend dat een einde stelde aan de Albigenzische Kruistochten. In 1358 werd de stad ingenomen door gewapende boeren tijdens de Jacquerie (boerenopstand). Deze werd gesteund door de stedelijke bourgeoisie maar met geweld onderdrukt door de adel. De stad had te lijden onder oorlogsgeweld tijdens de Honderdjarige Oorlog. De stad werd belegerd en ingenomen door de Engelsen in 1420 en heroverd door de Fransen in 1439. In 1546 werden 14 protestanten levend verbrand op de Place du Marché.
Meaux kende enkele opvallende bisschoppen. Guillaume Briçonnet was bisschop van 1516 tot 1534; hij omringde zich met vooruitstrevende theologen. Jacques-Bénigne Bossuet was van 1681 tot 1704 bisschop van Meaux was. Zijn bijnaam was l'aigle de Meaux (de arend van Meaux). Zijn grafmonument bevindt zich in de kathedraal.
De 18e eeuw was een kalme en voorspoedige periode voor de stad, die toen 4 à 5 duizend inwoners telde. De 19e eeuw bracht modernisering. Tussen 1803 en 1825 werd het Canal de l'Ourcq gegraven en in 1849 werd het spoorwegstation geopend. Het kasteel van de graven van Champagne werd afgebroken in 1890 en in de plaats kwam het nieuwe stadhuis. De Marne kreeg kaaimuren. In 1832 was er een cholera-epidemie in de stad die 413 levens eiste.
In 1986 werd de Cité administrative gebouwd met een nieuw gerechtsgebouw en politiekantoor.

## Bezienswaardigheden
- Kathedraal Saint-Etienne, met gotische bouwstijlen uit de 12e, 13e en 16e eeuw.
- Bisschoppelijk paleis, gebouwd in de 17e eeuw rond een 12e-eeuwse kapel. De tuin zou volgens de lokale traditie zijn ontworpen door Le Nôtre.
- Kerk Saint-Nicolas, 13e eeuw.
- Gallo-Romeinse omwalling.

### Galerij

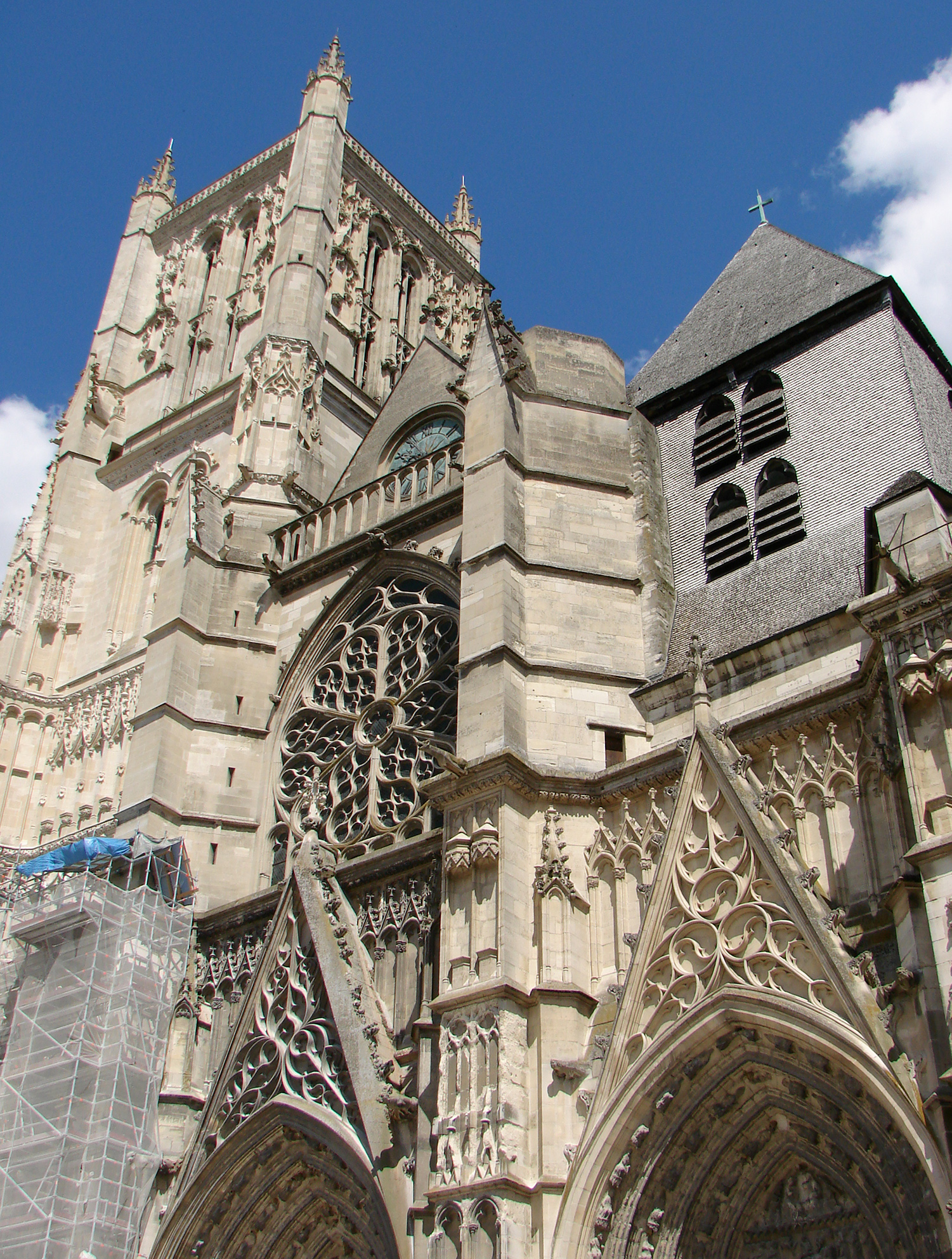
Kathedraal van Meaux
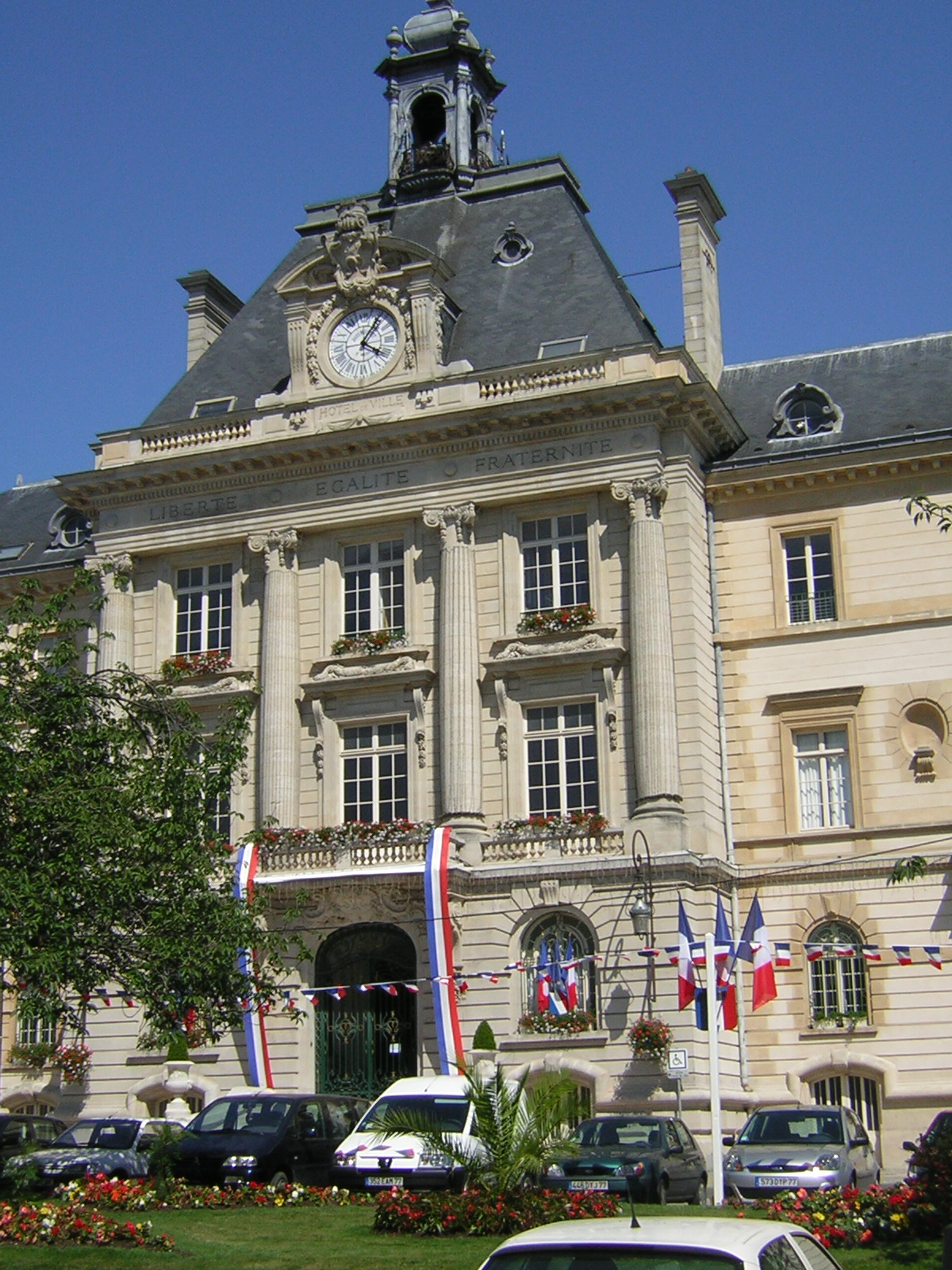
Stadhuis Hôtel de ville van Meaux
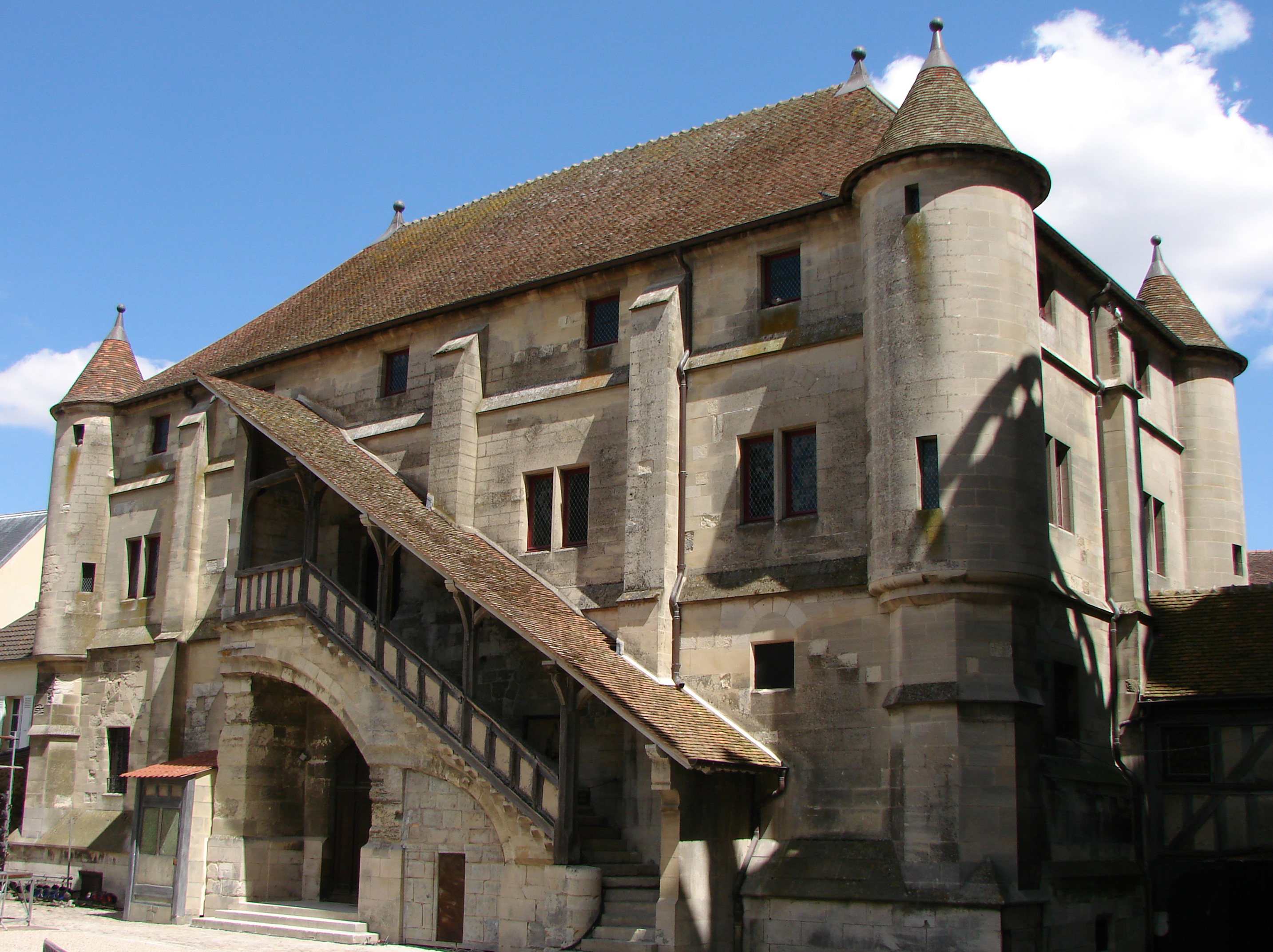
Kapittel van Meaux
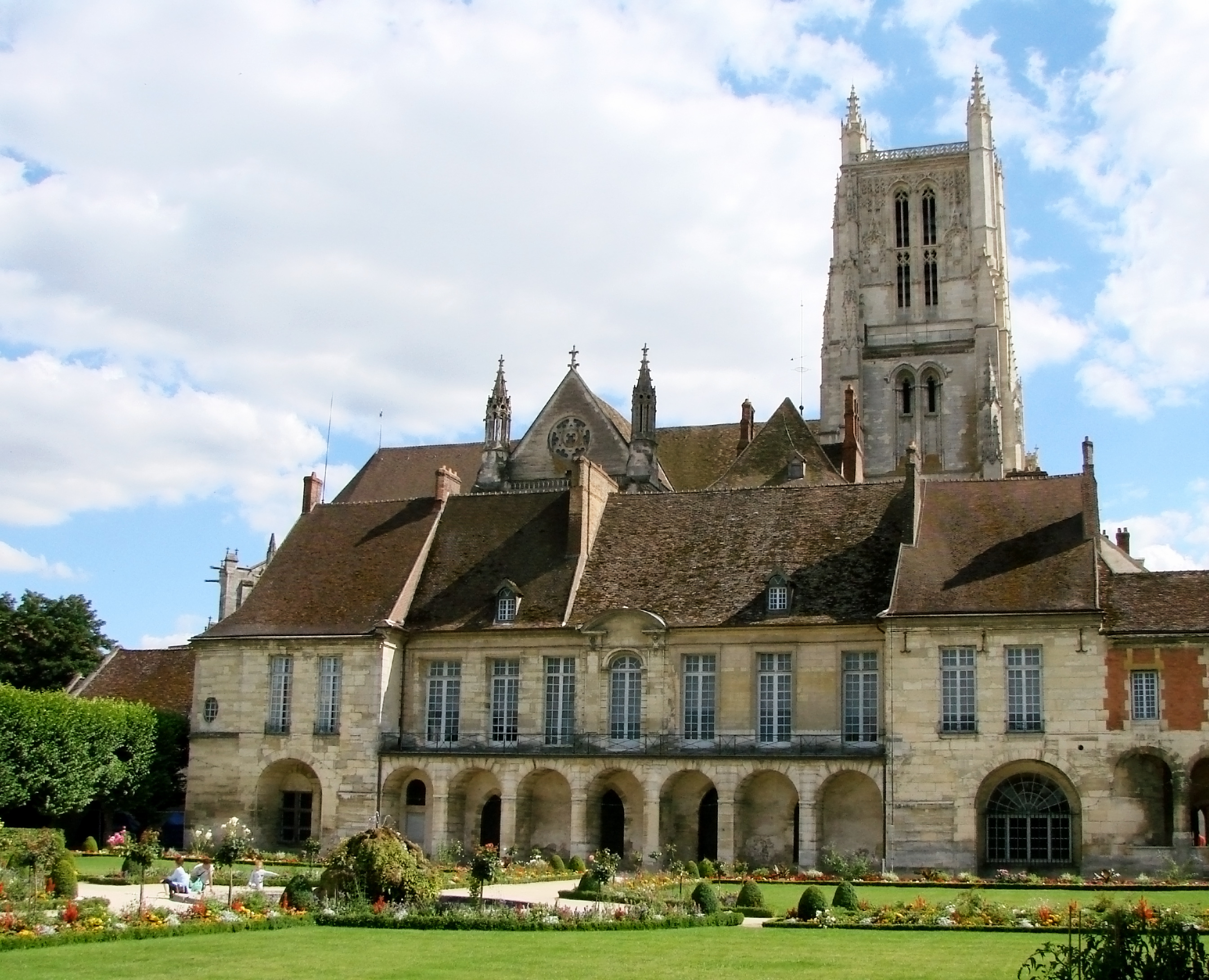
Bisschoppelijk paleis

## Demografie
De bewoners van Meaux worden Meldois genoemd. Onderstaande figuur toont het verloop van het inwonertal (bron: INSEE-tellingen).

## Vervoer
Meaux heeft een treinstation en is daarmee verbonden aan de regionale spoordienst Transilien Lijn P en andere nationale spoorlijnen. Ook is Meaux met de A140 verbonden op het autosnelwegnet.

## Sport
Meaux was één keer etappeplaats in de wielerkoers Ronde van Frankrijk. In 2003 won de Italiaan Alessandro Petacchi er de massasprint.
In 2022 vertrok de 2e etappe van de Tour de France Femmes vanuit Meaux naar Provins. Deze etappe werd gewonnen door de Nederlandse Marianne Vos.

## Stedenbanden
- Heiligenhaus - Duitsland sinds 7 juni 1970
- Basildon - Verenigd Koninkrijk sinds 19 mei 1990

## Bekende inwoners van Meaux

### Geboren
- Jeanne Hébuterne (1898-1920), schilderes en maîtresse van Amedeo Modigliani
- Daniel Ceccaldi (1927-2003), acteur
- Véronique Genest (1956), actrice
- Eric Leblacher (1978), wielrenner
- Chris Mavinga (1991), voetballer
- Lucas Digne (1993), voetballer
- Marcel Tisserand (1993), voetballer

### Overleden
- Philippe de Vitry (1291-1361), componist, muziektheoreticus, bisschop, dichter en diplomaat